# Soluna Samay
Soluna Samay Kettel (ur. 27 sierpnia 1990 w Gwatemali) – duńska piosenkarka.
Reprezentantka Danii podczas 57. Konkursu Piosenki Eurowizji (2012).

## Życiorys

### Rodzina i edukacja
Urodziła się 27 sierpnia 1990 roku w Gwatemali (Gwatemala), jako córka niemieckiego muzyka Gerda G. Kettela i Szwajcarki Annelis Ziegler. Jej imię pochodzi od hiszpańskich słów „sol” i „luna”, które oznaczają „Słońce” i „Księżyc”.
Dorastała w pobliżu jeziora Atitlán. Uczęszczała do szkoły American Robert Muller LIFE. W 2000 przeniosła się z rodziną do Danii, gdzie jej rodzice kupili małe gospodarstwo na wyspie Bornholm. Zna biegle języki: angielski, duński, hiszpański i niemiecki.

### Kariera
Karierę muzyczną rozpoczęła w wieku pięciu lat, kiedy to dołączyła do zespołu koncertowego swojego ojca. Początkowo grała na perkusji, później zaczęła także śpiewać. Gdy miała 10 lat, potrafiła grać na elektrycznym basie, następnie nauczyła się także gry na gitarze oraz pionowym basie. W wieku 12 lat napisała swoją pierwszą piosenkę. W okresach letnich wraz z rodzicami jeździła w trasy koncertowe i grała muzykę na ulicach Europy, a zimami mieszkała w Gwatemali. Do 2011 wydała siedem albumów z ojcem: The Beat Goes on (2001), Thinking of You (2004), Movin’ on (2006), Lucky Seven (2007), Just Passing Through (2008), Streetwise (2009) i The Best & the Rest (2011).
W styczniu 2012 z utworem „Should’ve Known Better” zwyciężyła w finale programu Dansk Melodi Grand Prix, dzięki czemu została reprezentantką Danii podczas 57. Konkursu Piosenki Eurowizji w Baku. 26 maja zajęła 23. miejsce w finale Eurowizji 2012. Miesiąc wcześniej, 23 kwietnia wydała nakładem wytwórni Baltic Records swój solowy album pt. Sing Out Loud. 17 czerwca 2013 nakładem wytwórni Sony Music wydała album, zatytułowany po prostu Soluna Samay.

## Dyskografia

### Albumy studyjne

#### Wydane z Gee Gee
- The Beat Goes on (2001)
- Thinking of You (2004)
- Movin’ on (2006)
- Lucky Seven (2007)
- Just Passing Through (2008)
- Streetwise (2009)
- The Best & the Rest (2011)

#### Solowe
| Rok  | Dane dot. albumu                                                                                               |
| ---- | --- |
| 2012 | Sing Out Loud - Wydany: 23 kwietnia 2012 - Wytwórnia: ArtPeople, Baltic Records - Format: CD, digital download |
| 2013 | Soluna Samay - Wydany: 17 czerwca 2013 - Wytwórnia: Sony Music - Format: CD, digital download                  |

### Single
| Rok                                                      | Tytuł                                | Najwyższe pozycje na listach | Najwyższe pozycje na listach | Najwyższe pozycje na listach | Najwyższe pozycje na listach | Najwyższe pozycje na listach | Album         |
| Rok                                                      | Tytuł                                | DEN                          | AUT                          | BEL                          | GER                          | SWI                          | Album         |
| -------------------------------------------------------- | ------------------------------------ | ---------------------------- | ---------------------------- | ---------------------------- | ---------------------------- | ---------------------------- | ------------- |
| 2003                                                     | „I Wish I Was a Seagull”             | –                            | –                            | –                            | –                            | –                            | –             |
| 2011                                                     | „Two Seconds Ago”                    | –                            | –                            | –                            | –                            | –                            | Sing Out Loud |
| 2012                                                     | „Should’ve Known Better”             | 1                            | 51                           | 66                           | 51                           | 67                           | Soluna Samay  |
| 2012                                                     | „Come Again (The Quetzal)”           | –                            | –                            | –                            | –                            | –                            | Soluna Samay  |
| 2012                                                     | „Humble”                             | –                            | –                            | –                            | –                            | –                            | Soluna Samay  |
| 2013                                                     | „L.O.V.E (If Women Ruled the World)” | –                            | –                            | –                            | –                            | –                            | Soluna Samay  |
| „–” oznacza, że singel nie był notowany na danej liście. |                                      |                              |                              |                              |                              |                              |               |